# アオハライド
『アオハライド』（AO-HARU-RIDE）は、咲坂伊緒による日本の漫画作品。『別冊マーガレット』（集英社）にて、2011年2月号から2015年3月号まで連載された。タイトルの『アオハライド』は、『アオハル（青春）+ライド（ride）』＝『青春に一生懸命乗っていく』という意味を込めた作者による造語である。「青春」（せいしゅん）が「アオハル」とも読まれ表記されるようになった起こりとされている。
2023年6月時点でコミックスの累計発行部数は1300万部を突破している。『全国書店員が選んだおすすめコミック2012』3位。
メディアミックスとして、2014年7月より9月までテレビアニメが放送され、同年12月13日には実写映画が公開。2023年9月にはWOWOWにてテレビドラマが放送された。

## あらすじ
中学生時代、お互いに淡い想いを抱きつつ、離ればなれになってしまった双葉と洸。高一の終わり、双葉は洸と運命の再会を果たすが、洸は苗字も性格も別人になっていた。そっけない態度をとる洸に双葉は戸惑うが、徐々に明らかになっていく洸の姿に、双葉は再び惹かれていく。

## 登場人物
『声』はテレビアニメ版の担当声優、『演』は実写映画版 / テレビドラマ版の担当俳優。

### メインキャラクター
吉岡 双葉（よしおか ふたば）
声 - 内田真礼 / 演 - 本田翼、田爪愛里（中学時代）（共に映画）/ 出口夏希（テレビドラマ）
6月19日生まれのA型。
本作の主人公。高校1年生→2年生。男子が苦手で大人しくしていたら、中学2年のときに女子から「猫をかぶっている」と疎まれ、卒業まで孤立した。そのため、過去の自分を知る人がいない高校で、女子に嫌われないように、大食いしたり、カバンの中をぐちゃぐちゃにしたりして、わざとがさつに振る舞うようにしている。だが、作中で自分の本心を出していくうちに大食いをやめたり、ソーイングセットを持ち歩いたりと女子力は以前より上がった。洸に振られた後はもっと上がり、座るときに下にハンカチを敷くといった行為をしている。部屋のインテリアは乙女チック。洸に対して、うなじのにおいをかぐ行為がしばしば目立つ。
1年のときは明日美とチエと仲良くしていたが洸の友達ゴッコという言葉からつい明日美とチエに本音を言ってしまったことにより疎遠になる。2年に上がってからは自分で友達を作るために学級委員になるなど積極的な行動を起こし、悠里や修子たちと仲良くなっていく。
中学時代、隣のクラスにいた『田中くん』に対し、ほのかに恋心を抱いていた。しかし、彼の突然の転校により何も伝えられないまま終わってしまった。だが、高校1年の3学期に洸に再会し、両想いだったと発覚するも、それは過去の話だと告げられる。始めは今の洸は好きではなかったが、2年で洸と同じクラスになり、接していくうちに悠里の好きな人だからと想いを踏み止めようとするもできず、今の洸が好きだと気付く。
母親のささやかな望みを聞かないまま、母親が亡くなってしまったことを後悔していた洸に対し、励ましたことから2人の距離が近付いていくも、成海の父親が亡くなり、成海が双葉たちの近くに引っ越してきたことをきっかけに洸との距離が離れてしまう。文化祭の時に事故キスをきっかけに本気モードのキスをして再び近付いたかに見えた洸との関係は、洸と似た境遇の成海の存在もあって、「あと1ミリ」の距離から遠ざかってしまう。
洸と成海が仲良くしてるところを見て、洸と成海が付き合っていると思い込む。そのため、洸が好きという気持ちに区切りをつけるために洸に告白するが、洸が成海に対して中途半端な状態で付き合いたくないと思っていたため、お互い好き同士であるにもかかわらず、振られてしまう。
そんな状態の双葉ですら好きだと言ってくれた冬馬に対し、次第に惹かれていく。さらに洸と成海が2人でいたところを目撃したことにより、洸に対する気持ちが小さくなっていき、冬馬と付き合い始める。しかし、徐々に洸のことを忘れられていない自分に気付き、冬馬と別れる。その後、クリスマスイブに洸に病室で告白されて、付き合い始める。
馬渕 洸（まぶち こう）/田中 洸（『田中くん』）
声 - 梶裕貴、白石涼子（幼少期） / 演 - 東出昌大、板垣瑞生（中学時代）（共に映画） / 櫻井海音（テレビドラマ）
5月27日生まれのO型。2年のときの双葉のクラスメイト。
旧姓は田中。両親の離婚により中学1年生の夏休みに長崎に転校した、双葉の初恋相手。中学時代は照れ屋で爽やかな少年であり、双葉に対して好意を抱いていた。
今はクールで意地悪である。しかし、意地悪なのは口だけで実際は優しい。よく寝ており、寝ぼけていることがある。本人いわく「頑張って食べないと太れない」。2年のときに学級委員になる。
1年の時には特進クラスにいたが、成績が大幅に下がって、2年では双葉たちと同じ一般クラスに入っている。1年のときのクラスメイトによると、テストの点が悪くてクラスの中でも浮いていたらしい。しかし、勉強すれば頭は良く、一学期の期末テストでは勉強を教えてくれた双葉たちの気持ちに応えて勉強した結果、学年15位となった。また、二学期の期末テストでは学年4位となった。
高校生時の登場当初は何事に対してもやる気を無くし、大事なものに対する恐れから周りとは一定の距離を取って接していた。しかし、双葉の激励をきっかけにテスト勉強に励んだり、猫を飼い始めたりなど変化が現れている。
「自分が母親のことを大事に思っている」と思いたいために、成海に無理に同調する。そのため、未だに成海とのことにけじめをつけることができていない。中学生のときに成海とキスをしたことがある。
双葉のことを自分にとっての「ヒーロー」だという理由から再び好きになっていき、双葉との距離が近付いていくが、成海の父親が亡くなって近くに引っ越してきたことをきっかけに離れてしまう。事故キスをきっかけに本気モードのキスをし、再び近付いていったが、洸と似た境遇の成海の存在もあって、「あと1ミリ」の距離から遠ざかってしまう。
双葉に告白されるも、成海に対して中途半端な状態なため、振ってしまう。しかし、双葉と冬馬の距離が近付いていくことで焦り、成海に対して早くけじめをつけようとしているうちに、双葉と冬馬が付き合ってしまう。
双葉と冬馬が付き合い始めてからも双葉に対する想いを捨てることができず、彼氏がいる双葉に対して積極的に何回もアプローチをかける。また、成海とのけじめもしっかりつける。
クリスマスイブに双葉との待ち合わせ場所に行く途中で事故に遭うも軽傷で済む。病室にやって来た双葉に告白し、付き合い始める。3年生になって姓は田中に戻ってくる。
槙田 悠里（まきた ゆうり）
声 - 茅野愛衣 / 演 - 藤本泉（映画） / 莉子（テレビドラマ）
9月10日生まれのB型。1、2年のときの双葉のクラスメイト。2年のときにイベント委員になる。
1年のとき、男子の前だと緊張しているところをぶりっこしていると思われ、明日美を中心に女子たちから疎まれていた。双葉はかつての自分と重ねている。実際はかなりいい子である。そのため、双葉は悠里に洸のことが好きだと告げることができた。
リーダース研修をきっかけに洸のことが好きになり、積極的にアピールしていく。しかし、どれだけアピールしても洸が自分のことを好きにならないと自覚し、双葉への嫉妬で嫌な子になる前に洸に告白して振られる。振られた後は、すっきりしたようで、もう洸のことを追っている様子はない。
双葉に近付いて来た冬馬たちに対しては始めは双葉と洸の仲を邪魔してほしくないという理由から嫌悪するも、次第にその態度も緩和していく。冬馬たちと関わるうちに、冬馬の友達である内宮に惹かれていく。双葉たちと遊びに行ったときに内宮から軽い感じで告白されたことにショックを受け、思わず振ってしまうが、翌日改めてきちんと告白され、付き合い始める。
いつもは妹みたいであるが、双葉を遠回しに励ますなど姉のような行動もとる。
村尾 修子（むらお しゅうこ）
声 - 小松未可子 / 演 - 新川優愛（映画） / 志田彩良（テレビドラマ）
11月20日生まれのA型。2年のときの双葉のクラスメイト。小湊とは1年のときも同じクラスだった。2年のときにイベント委員になる。
凛とした美人で、一匹狼タイプ。洸の兄である田中先生のことが好きで、進路希望調査において第一志望、第二志望欄に田中先生の嫁と大きく書く。一見、クールのようだが実は心優しく、双葉たちに心を開いていくうちに帰り道にドーナツを食べたり、双葉たちに抱きついたりする。
文化祭1日目に落ちていた財布を田中先生の家に届けに行ったときに田中先生にキスをする。翌日、誤解から田中先生と双葉が呼び出されたことで自分のした行動が軽率であったことに後悔する。ちゃんと前に進むために田中先生に告白し、振られる。
洸が双葉のことを好きで成海とは付き合っていないということを小湊から聞いていたが、双葉に告げなかった。その結果、双葉が冬馬と付き合い始めたことから、洸に対して罪悪感を抱いていたため、双葉と冬馬の仲が洸に邪魔されないくらい仲良くなればいいと思い、行動していた。修学旅行のときに罪悪感から洸に優しくしていたところを小湊は修子が洸のことが好きであると誤解する。洸に優しくする理由を小湊に話したときに小湊に諭される。
小湊 亜耶（こみなと あや）
声 - KENN / 演 - 吉沢亮（映画） / 新原泰佑（テレビドラマ）
12月3日生まれのA型。フランス人とのクォーター。 2年のときの双葉のクラスメイトの男子。修子とは1年のときも同じクラスだった。2年のときにイベント委員になる。
明るく、楽天家。大事にとっている人の食べ物を食べることからリーダース研修のときに悠里から恨まれた。洸と同じく自分にとっての「ヒーロー」だという理由から修子が好きで、いろいろとアプローチをし続けている。熱い一面もあり、洸が元クラスメイトに嫌味を言われた際、これに対して怒り、撃退している。洸が本音を語れる人物である。
文化祭の前に洸の家で洸が中学生のときに「吉岡双葉」と書いたノートを見たことと洸の態度から洸が双葉のことを好きだと知り、成海から離れるべきだと忠告する。
田中先生のことは修子の好きな人という理由から嫌悪している。修子が田中先生に告白した後、田中先生の本音を聞いた上で田中先生に宣戦布告をする。
修学旅行のとき、修子が罪悪感から洸に優しくしていたのを、洸のことが好きだと勘違いし、洸に八つ当たりするも、本人から洸に優しくする理由を聞き、仲直りする。
田中 陽一（たなか よういち）
声 - 平川大輔、進藤尚美（中学時代） / 演 - 小柳友（映画） / 兼近大樹（EXIT）（テレビドラマ）
4月30日生まれのO型。
洸の兄で、特進クラスの担任。成績が下がったり、夜中に1人でどこかへ行ったりする洸のことをとても心配している。母親が病気のときに忙しくて付いていてあげられなかったことから洸から恨まれていると思っていた。
洸が中学生のときに「吉岡双葉」とノートに書いているところを見ていたため、洸が双葉のことが好きであると気付いている。
修子の好意に気付いていて、自分も修子のことが好きだったが、教師という立場と自分のコントロールが取れなくなることを恐れたことから修子に告白されるも振る。見た目はほんわかしているものの、実はいろいろ考えている。小湊に対しては修子を取ってくれるようにハッパをかけている。
菊池 冬馬（きくち とうま）
声 - 松岡禎丞 / 演 - 千葉雄大（映画） / 曽田陵介（テレビドラマ）
2月1日生まれのA型。双葉たちとは他クラスの男子。バンドを組んでいる。
最初は双葉のことを図書室で起きた事故から痴女と思っていたが、徐々に惹かれていく。
双葉が洸に好意を抱いていると知りつつも積極的にアプローチしていく。双葉が洸に振られてからはさらにアプローチをする。洸に対する気持ちが小さくなっている双葉に告白し、付き合い始めるも、双葉が洸のことを忘れられず、振られてしまう。
洸に対しては双葉を悩ませたり、冬馬と付き合っているにもかかわらず手を出したりすることから嫌悪を抱いていて強気な態度に出る。一方で、洸に双葉を取られることを恐れており、最初から分が悪いということを分かっていた。
成海 唯（なるみ ゆい）
演 - 高畑充希、柴田杏花（中学時代）（共に映画） / 藤吉夏鈴（テレビドラマ）
8月7日生まれのB型。双葉たちとは別の高校。長崎弁で喋る。
洸の長崎での友達。高校2年の夏に父親が亡くなる。母親の再婚相手が引き取ることを拒否したことにより、双葉たちの近くに住んでいる親戚のところで暮らし始める。
洸のことが好きで同情などどんな手を使ってもいいから側にいてほしいと思っている。本来友達を作るのが得意だが、父親を亡くして以降作れなくなっている。洸に一緒にいられないと告げられても頑なに拒否するも、洸にきっぱりと双葉が好きと言われて最後は洸の考えを受け入れる。
中学生のときに洸と強引にキスをしたことがある。

### 高校関係者
仁藤 明日美（にとう あすみ）
声 - 井上麻里奈 / 演 - 工藤美桜（テレビドラマ）
1年のときの双葉のクラスメイトで双葉の友達だった。悠里が孤立する原因を作った張本人。悠里みたいなタイプが嫌いである。双葉の本音を聞いたときに自分たちとは合わないと思い、双葉が嫌いなわけではないが、双葉から離れる。
福田 智恵（ふくだ ちえ）
声 - 白石涼子 演 -坂口 風詩（テレビドラマ）
1年のときの双葉のクラスメイトで双葉の友達だった。明日美の方が仲がいいため、双葉と明日美が決別したときに明日美の方につき、双葉から離れる。
内宮 晴彦（うちみや はるひこ）
声 - 赤羽根健治 / 演 - 宮里ソル（円神）（テレビドラマ）
4月22日生まれのA型。双葉たちとは他クラスの男子。冬馬の友達でバンドを組んでいる。
冬馬の恋がうまくいくように瞬と共にサポートするうちに悠里のことが好きになる。双葉たちと遊びに行ったときに会話の流れで映画に誘おうとしていると、恋愛の流れになったので、告白するも軽い感じで告白していると悠里に思われ振られてしまう。しかし、翌日改めてきちんと告白して、付き合い始める。
橘木 瞬（たちばなき しゅん）
1月16日生まれのAB型。双葉たちとは他クラスの男子。冬馬の友達でバンドを組んでいる。
冬馬の恋がうまくいくように内宮と共にサポートする。一方で、冬馬と付き合っているにもかかわらず、洸と関わる双葉のことを嫌悪している。
桃園先生（ももぞのせんせい）
声 - 坂口哲夫
あだ名はピーチ。ハゲていて、教室にいるにも関わらず、双葉と洸にハゲと連呼される。

### 家族関係
洸と陽一の父親
声 - 田中秀幸
洸が中学生のときに母親と離婚する。理由は不明。
洸と陽一の母親 / 馬渕あかり（テレビドラマ）
声 - 久川綾 / 演 - 岡江久美子（映画） / 堀内敬子（テレビドラマ）
故人。洸が中学生のときに父親と離婚する。理由は不明。離婚してからは洸と2人で長崎で暮らすも肺癌が発覚し、そのまま亡くなる。洸に対し、勉強して将来楽させてもらうことよりも一緒にご飯を食べて喋ることを望んでいた。

### 中学関係者
由美（ゆみ）
声 - 牧野由依
中学生のときの双葉の友達。内藤のことが好きだった。双葉が孤立していたとき、唯一側にいたが、双葉が内藤のことを好きという噂を聞き、双葉が内藤のことをじっと見ている（洸のことを聞こうとしている）のを見て、噂が事実だと思い、双葉から離れる。双葉が高校1年のときに和解する。
内藤（ないとう）
声 - 山下大輝
中学生のときの洸の友達。双葉が嫌いなタイプの男子。

## 書誌情報

### 漫画
- 咲坂伊緒 『アオハライド』 集英社 〈マーガレットコミックス〉、全13巻
  1. 2011年4月13日発売[集 1]、ISBN 978-4-08-846647-7
  2. 2011年8月25日発売[集 2]、ISBN 978-4-08-846690-3
  3. 2011年12月22日発売[集 3]、ISBN 978-4-08-846731-3
  4. 2012年4月13日発売[集 4]、ISBN 978-4-08-846759-7
  5. 2012年8月24日発売[集 5]、ISBN 978-4-08-846818-1
  6. 2012年12月25日発売[集 6]、ISBN 978-4-08-846869-3
  7. 2013年4月25日発売[集 7]、ISBN 978-4-08-845028-5
  8. 2013年8月23日発売[集 8]、ISBN 978-4-08-845085-8
  9. 2014年1月10日発売[集 9]、ISBN 978-4-08-845151-0
  10. 2014年5月23日発売[集 10]、ISBN 978-4-08-845211-1
    - ドラマCD同梱版[18]：ISBN 978-4-08-908208-9

  11. 2014年8月25日発売[集 11][19]、ISBN 978-4-08-845256-2
    - OAD同梱版[20][19]：ISBN 978-4-08-908214-0

  12. 2014年12月12日発売[集 12][21]、ISBN 978-4-08-845314-9
    - OAD同梱版[22][21]：ISBN 978-4-08-908235-5

  13. 2015年5月25日発売[集 13][23]、ISBN 978-4-08-845389-7

### 小説
- 咲坂伊緒（原作） / 阿部暁子（著） 『アオハライド』 集英社〈コバルト文庫〉、全6巻
  1. 2011年12月27日発売[集 14]、ISBN 978-4-08-601602-5
  2. 2012年8月01日発売[集 15]、ISBN 978-4-08-601660-5
  3. 2013年3月01日発売[集 16]、ISBN 978-4-08-601712-1
  4. 2013年12月27日発売[集 17]、ISBN 978-4-08-601782-4
  5. 2014年11月29日発売[集 18]、ISBN 978-4-08-601841-8
  6. 2015年6月02日発売[集 19]、ISBN 978-4-08-601864-7

### 小説（映画関係）
- 咲坂伊緒（原作） / 吉田智子（脚本） / 白井かなこ（著） 『アオハライド 映画ノベライズ』 集英社〈集英社みらい文庫〉、2014年11月5日発売[集 20]、ISBN 978-4-08-321237-6

### イラスト
- 『咲坂伊緒イラストレーションズ アオハライド&ストロボ・エッジ[23]』 集英社〈愛蔵版コミックス〉、2015年5月25日発売[集 21]、ISBN 978-4-08-792008-6

## テレビアニメ
2014年7月より9月まで、TOKYO MX、MBS、BS11にて放送された。

### スタッフ
- 原作 - 咲坂伊緒（集英社「別冊マーガレット」連載）[7]
- 監督 - 吉村愛[7]
- シリーズ構成 - 金春智子[7]
- キャラクターデザイン - 井川麗奈[7]
- 総作画監督 - 井川麗奈、立川聖治
- 小物デザイン - 久原陽子
- 美術監督 - 金子雄司[7]
- 美術設定 - イノセユキエ[7]
- 色彩設計 - 広瀬いづみ[7]
- 撮影監督 - 松本幸子[7]
- CGディレクター - 磯部兼士
- 編集 - 濱宇津妙子[7]
- 音響監督 - 長崎行男[7]
- 音楽 - 堤博明[7]、大嵜慶子[7]、橋本翔太[7]
- 音楽制作 - TOHO animation RECORDS
- 音楽プロデューサー - 三上政高
- レコーディング・ミキシングエンジニア - 青柳延幸
- チーフプロデューサー - 古澤佳寛、藤田雅規、足立聡史
- プロデューサー - 武井克弘、興野裕之、清水紀衣、大和田智之、丸山博雄
- アニメーションプロデューサー - 黒木類
- アニメーション制作 - Production I.G[7]
- 製作 - アニメ「アオハライド」製作委員会[7]（東宝、集英社、ソニー・ミュージックエンタテインメント、アニマティック、プロダクションI.G、BS11、ソニーPCL、毎日放送、ムービック、博報堂DYメディアパートナーズ）

### 主題歌
オープニングテーマ『世界は恋に落ちている』
作詞・作曲・編曲 - HoneyWorks / 歌 - CHiCO with HoneyWorks
エンディングテーマ『ブルー』
作詞・作曲 - 山内総一郎 / 編曲・歌 - フジファブリック
挿入歌『I will』（第1話、第2話、第6話、第8話、第12話）
作詞・作曲・編曲 - Chelsy、小林章太郎、近藤ひさし / 歌 - Chelsy

### 各話リスト
| 話数                | 脚本     | 絵コンテ   | 演出                       | 作画監督                                                         |
| ------------------- | -------- | ---------- | -------------------------- | ---------------------------------------------------------------- |
| - unwritten - (OAD) | 金春智子 | 吉村愛     | 市橋佳之                   | 井川麗奈、立川聖治 飯山菜保子、藤城香奈                          |
| PAGE.1              | 金春智子 | 吉村愛     | 吉村愛                     | 井川麗奈                                                         |
| PAGE.2              | 金春智子 | 市橋佳之   | 市橋佳之                   | 立川聖治                                                         |
| PAGE.3              | 金春智子 | 工藤利春   | 工藤利春                   | 宮崎瞳、藤城香菜                                                 |
| PAGE.4              | 金春智子 | 鈴木孝聡   | 鈴木孝聡                   | 萩原祥子、今野幸一                                               |
| PAGE.5              | 金春智子 | 福冨博     | 高橋英俊                   | 杉藤さゆり、森田実                                               |
| PAGE.6              | 金春智子 | 綿田慎也   | 綿田慎也                   | 藤城香奈、宮崎瞳、中山智世 井川麗奈、立川聖治                    |
| PAGE.7              | 平見瞠   | 宮下新平   | 宮下新平 鈴木孝聡 堂山卓見 | 井川麗奈、飯山菜保子、中山知世 針場裕子、久原陽子                |
| PAGE.8              | 金春智子 | 市橋佳之   | 市橋佳之                   | 黄瀬和哉、立川聖治                                               |
| PAGE.9              | 平見瞠   | 工藤利春   | 工藤利春                   | 井川麗奈、立川聖治、宮崎瞳 藤城香奈、中山知世、久原陽子          |
| PAGE.10             | 山田由香 | 藤原宏樹   | 鈴木孝聡                   | 今野幸一、渡辺まゆみ 中村純子、UNION CHO                         |
| PAGE.11             | 金春智子 | 福冨博     | 河村智之                   | 藤原宏樹、針場裕子 立川聖治、飯山菜保子                          |
| PAGE.12             | 金春智子 | 藤田陽一   | 吉村愛                     | 井川麗奈、藤城香菜、宮崎瞳 黄瀬和哉、中山知世 久原陽子、角谷知美 |
| PAGE.13 (OAD)       | 平見瞠   | 田頭しのぶ | 吉村愛 市橋佳之            | 井川麗奈、立川聖治、藤城香奈 飯山菜保子、久原陽子                |

### 放送局
| 放送地域   | 放送局             | 放送期間                | 放送日時                     | 放送系列   | 備考                        |
| ---------- | ------------------ | ----------------------- | ---------------------------- | ---------- | --------------------------- |
| 東京都     | TOKYO MX           | 2014年7月8日 - 9月23日  | 火曜 0:00 - 0:30（月曜深夜） | 独立局     | 『E!TV』枠                  |
| 近畿広域圏 | 毎日放送           | 2014年7月8日 - 9月23日  | 火曜 2:35 - 3:05（月曜深夜） | TBS系列    | 製作委員会参加 字幕放送     |
| 日本全域   | BS11               | 2014年7月9日 - 9月24日  | 水曜 0:30 - 1:00（火曜深夜） | BS放送     | 製作委員会参加 『ANIME+』枠 |
| 日本全域   | GYAO!              | 2014年7月9日 - 9月24日  | 水曜 1:00（火曜深夜） 更新   | ネット配信 |                             |
| 日本全域   | ニコニコチャンネル | 2014年7月16日 - 10月1日 | 水曜 0:00（火曜深夜） 更新   | ネット配信 |                             |
| 日本全域   | バンダイチャンネル | 2014年7月16日 - 10月1日 | 水曜 0:00（火曜深夜） 更新   | ネット配信 |                             |
| 日本全域   | ニコニコ生放送     | 2014年7月16日 - 10月1日 | 水曜 22:30 - 23:00           | ネット配信 |                             |
| 富山県     | チューリップテレビ | 2014年7月20日 - 10月5日 | 日曜 1:53 - 2:23（土曜深夜） | TBS系列    |                             |

### BD / DVD
| 巻 | 発売日         | 収録話          | 規格品番   | 規格品番   |
| 巻 | 発売日         | 収録話          | BD         | DVD        |
| -- | -------------- | --------------- | ---------- | ---------- |
| 1  | 2014年9月17日  | 第1話 - 第2話   | TBR-24551D | TDV-24561D |
| 2  | 2014年10月15日 | 第3話 - 第4話   | TBR-24552D | TDV-24562D |
| 3  | 2014年11月19日 | 第5話 - 第6話   | TBR-24553D | TDV-24563D |
| 4  | 2014年12月17日 | 第7話 - 第8話   | TBR-24554D | TDV-24564D |
| 5  | 2015年1月21日  | 第9話 - 第10話  | TBR-24555D | TDV-24565D |
| 6  | 2015年2月18日  | 第11話 - 第12話 | TBR-24556D | TDV-24566D |

## Webラジオ
アオハラジオ
2014年7月9日から10月1日まで音泉とアニメイトTVにて配信されていたWebラジオ番組。隔週水曜日更新、全7回。パーソナリティは内田真礼（吉岡双葉 役）、梶裕貴（馬渕洸 役）。

### ゲスト
- 第3回 - 小松未可子（村尾修子 役）
- 第4回 - 茅野愛衣（槙田悠里 役）
- 第5回 - 平川大輔（田中陽一 役）
- 第6回 - KENN（小湊亜耶 役）

## 実写映画
2014年12月13日より全国東宝系にて公開された。主演は本田翼と東出昌大。
シネマライズ他全国295スクリーンで公開され、公開初週土日2日間で21万497人を動員、興行収入2億4,336万8,800円を記録し、全国映画動員ランキング（興行通信社調べ）では初登場1位となった。観客層の7割は13歳から19歳のティーン世代で、男女比は15対85の割合で女性が多かった。

### キャスト（映画）
- 吉岡双葉 - 本田翼（中学時代：田爪愛里）
- 馬渕洸 - 東出昌大（中学時代：板垣瑞生）
- 槙田悠里 - 藤本泉
- 村尾修子 - 新川優愛
- 小湊亜耶 - 吉沢亮
- 田中陽一 - 小柳友
- 菊池冬馬 - 千葉雄大
- 成海唯 - 高畑充希（中学時代：柴田杏花）
- 洸と陽一の母親 - 岡江久美子

### スタッフ（映画）
- 原作 - 咲坂伊緒『アオハライド』（集英社「別冊マーガレット」連載）
- 監督 - 三木孝浩
- 脚本 - 吉田智子
- 音楽 - 林ゆうき
- 主題歌 - いきものがかり「キラリ」[30]
- 挿入歌 - 金木和也「ラッキー」・ELLEGARDEN「My Favorite Song」・「風の日」（菊池が文化祭で演奏する曲として使用）
- 製作 - 市川南、岩田天植、渡辺直樹、弓矢政法、吉川英作、髙橋誠、宮本直子
- エグゼクティブプロデューサー - 山内章弘
- 企画プロデュース - 臼井央、春名慶
- プロデューサー - 川田尚広、大西孝幸
- プロダクション統括 - 佐藤毅
- 撮影 - 山田康介
- 美術 - 花谷秀文
- 録音 - 豊田真一
- 照明 - 川邊隆之
- 編集 - 坂東直哉
- 助監督 - 府川亮介
- 製作担当 - 藤原恵美子
- 配給 - 東宝
- 製作プロダクション - 東宝映画
- 製作 - 映画「アオハライド」製作委員会（東宝、博報堂DYメディアパートナーズ、集英社、ジェイアール東日本企画、日本出版販売、KDDI、GYAO）

### ロケ地
富山県&長崎県オールロケ。2014年4月1日クランクイン。
- 富山県
  - 高岡市[31][32]
  - 富山市[32]
  - 南砺市
- 長崎県
  - 長崎市[33]
- ※前半4分の3が富山県、後半4分の1が長崎市（修学旅行）。

### 受賞
- 第88回キネマ旬報ベスト・テン[34]
  - 新人男優賞（東出昌大、『寄生獣』、『クローズEXPLODE』、『0.5ミリ』と合わせての受賞）
- 第10回おおさかシネマフェスティバル[35][36]
  - 新人女優賞（藤本泉、『小川町セレナーデ』と合わせて）

### Blu-ray / DVD
2015年6月17日発売。発売元は集英社 / 博報堂DYメディアパートナーズ、販売元は東宝。
- アオハライド 通常版（DVD1枚組）
  - 映像特典
    - 特報・劇場予告編・TVスポット集
- アオハライド 豪華版（2枚組）
  - ディスク1：本編ディスク（Blu-ray / DVD）
    - 映像特典
      - 特報・劇場予告編・TVスポット集

  - ディスク2：特典DVD
    - Memories of アオハライダー
    - 特番『映画「アオハライド」公開記念〜人気キャスト同窓会スペシャル』
    - 三木孝浩監督セレクト未公開シーン
    - イベント映像集（完成披露試写会 / イルミネーション点灯式 / 恋愛診断女子会イベント / 「アオハル」ファンミーティング in 東京 / 長崎凱旋イベント / 初日舞台挨拶 / 「アオハル」「ストロボ」コラボ舞台挨拶）

  - 封入特典
    - 原作者・咲坂伊緒描き下ろしイラスト入りブックレット

  - 特製スリーブケース付きデジパック仕様

## テレビドラマ
WOWOWの「連続ドラマW-30」枠にて放送・配信中。主演は出口夏希と櫻井海音。
2部作で製作され、2023年9月22日から11月10日までSeason1が放送・配信された。Season2は2024年1月19日から2月23日まで放送された。

### キャスト（テレビドラマ）

#### 主要人物
吉岡双葉
演 - 出口夏希
馬渕洸
演 - 櫻井海音

#### 青明館高校

##### 2年3組
村尾修子
演 - 志田彩良
クラスメイトと距離を置きながら陽一に思いを寄せる。
槙田悠里
演 - 莉子
クラスで孤立しながらも「自分の好きな自分でいたい」という強い芯を持つ人。
小湊亜耶
演 - 新原泰佑
クラスの明るいムードメーカーで、修子を一途に思う。

##### 2年2組
菊池冬馬
演 - 曽田陵介
双葉たちとは別のクラスだが、双葉と急接近する。
内宮晴彦
演 - 宮里ソル（円神）
冬馬のバンド仲間で、友達思いの優しい人。

##### 1年5組
仁藤明日美
演 - 工藤美桜
双葉が高校1年時に同じクラスメイトの友人。悠里を疎ましく思っている。
福田智恵
演 - 坂口風詩
明日美と同じく、悠里のことを軽蔑している。

##### 教員
田中陽一
演 - 兼近大樹（EXIT）
英語教師で洸の兄。
一条薫
演 - 比嘉愛未
2年3組の担任。陽一と肩を並べるほど校内人気が高い教師。
長谷部俊夫
演 - 野間口徹
2学年の学年主任の教師。
梶原義正
演 - 板尾創路
校長。

#### 周辺人物
馬渕あかり
演 - 堀内敬子
洸と陽一の母親。
黒田隆教
演 - 神保悟志
「長崎南病院」の医師。あかりの主治医。
児玉雄大
演 - 渡邊圭祐
洸の遊び仲間の大学生。
成海唯
演 - 藤吉夏鈴（櫻坂46）（Season2）
虹の台高校2年生。洸が長崎に引っ越した際に出会った中学時代の同級生。

### スタッフ（テレビドラマ）
- 原作 - 咲坂伊緒『アオハライド』（集英社マーガレットコミックス刊）[39]
- 脚本 - 桑村さや香[39]
- 音楽 - 横山克[39]
- 主題歌 - 足立佳奈 feat.竹内唯人「この雨がやんだら」（SME Records）[40]
- 監督 - 木村真人、松田祐輔[39]
- プロデューサー - 小林祐介、橋本芙美、関本純一[39]
- 制作プロダクション - 共同テレビジョン[39]
- 製作著作 - WOWOW[39]

### 放送日程

#### Season1
| 各話   | 放送日          | サブタイトル                                               | 監督     |
| ------ | --------------- | ---------------------------------------------------------- | -------- |
| 第1話  | 2023年 09月22日 | 「再会」急に降ってきたよね――。                             | 木村真人 |
| 第2話  | 09月29日        | 「前進」学級委員、やります――。                             | 木村真人 |
| 第3話  | 10月06日        | 「仲間」俺のこと好きなの――?                                | 木村真人 |
| 第4話  | 10月13日        | 「告白」洸のことが好き――。                                 | 木村真人 |
| 第5話  | 10月20日        | 「過去」大事なものができると、いろいろしんどくなるから――。 | 松田祐輔 |
| 第6話  | 10月27日        | 「約束」俺、吉岡のこと好きだった――。                       | 木村真人 |
| 第7話  | 11月03日        | 「運命」7時。三角公園の、時計のとこ――。                    | 木村真人 |
| 最終話 | 11月11日        | 「青春」今、何したの――?                                    | 木村真人 |

#### Season2
| 各話   | 放送日         | サブタイトル                                      | 監督     |
| ------ | -------------- | ------------------------------------------------- | -------- |
| 第1話  | 2024年 1月19日 | 「境遇」洸と同じ悲しみを知る、女の子―。           | 木村真人 |
| 第2話  | 1月26日        | 「切望」どうしても洸ちゃんが欲しい―。             | 木村真人 |
| 第3話  | 2月02日        | 「距離」俺、吉岡さんが好きなんだ―。               |          |
| 第4話  | 2月09日        | 「記憶」悩むくらい可能性があるなら、奪いにいく―。 |          |
| 第5話  | 2月16日        | 「決別」ずっと洸ちゃんが好きやった―。             |          |
| 最終話 | 2月23日        | 「最愛」急に降ってきたよね―。                     |          |